# 刘政 (东海王)
劉政（1世纪？—102年），汉光武帝刘秀孙，东海恭王劉彊子。東汉時期藩王之一，封于東海國，但自此起僅嗣魯郡，諡號東海靖王，於永平二年（59年）—永元十四年（102年）在位，共44年。期間曾朝覲七次。
劉政的德行不佳，其叔中山簡王刘焉去世時，劉政「詣中山會葬，私取簡王姬徐妃，又盜迎掖庭出女。豫州刺史、魯相奏請誅政，有詔削薛縣」。
| 前任： 劉彊 | 東汉東海王 59年－102年在位 | 繼任： 劉肅 |